# Minna Nanitz

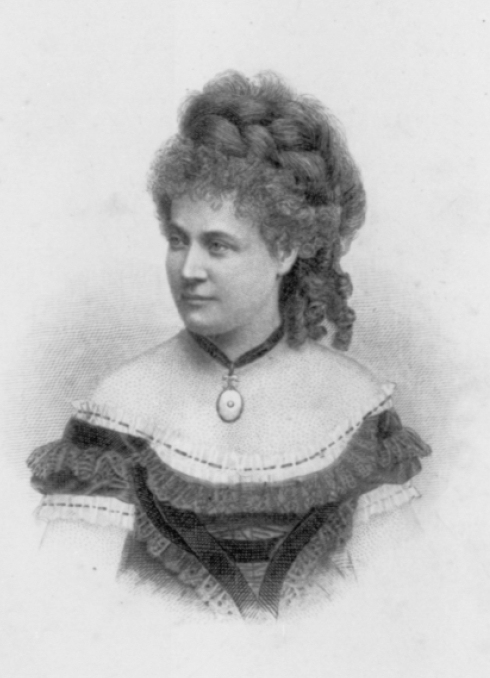
Minna Nanitz

Minna Louise Nanitz (* 8. Oktober 1842 in Seehausen, Altmark; † 19. oder 20. Juli 1903 in Karlsbad) war eine deutsche Opernsängerin (Mezzosopran).

## Leben
Nanitz wirkte als Opernsängerin in Hannover und von 1870 bis 1885 als königliche Hofopernsängerin am Hoftheater Dresden. Sie war die Nachfolgerin von Aloysia Krebs-Michalesi. Ihre wichtigsten Rollen waren die der Ortrud in Wagners Lohengrin, der Amneris in Verdis Oper Aida und der Frau Reich in die Die lustigen Weiber von Windsor von Nicolai. Am 21. März 1874 sang sie in der Uraufführung der Oper Die Folkunger von Edmund Kretschmer. Neben ihrem Wirken an der Oper hatte sie auch Erfolg als Konzert- und Oratoriensängerin. Die letzte Ruhestätte fand sie in Uhyst am Taucher.